# LCAO法
LCAO法（LCAOほう、英: Linear combination of atomic orbitals method）あるいは原子軌道による線形結合法とは、電子状態（分子軌道）を原子軌道の波動関数の線形結合（量子力学的重ね合わせとしての着想から）による計算手法のことである。
この場合、原子軌道が基底関数となっている。原子軌道はその原子に強く束縛された局在された軌道であり、隣合う軌道間の重なりは通常小さい。この意味で、LCAO法はタイトバインディング法とほぼ等価として扱われることがある。比較的扱い易い計算手法であるが、原子軌道同士の重なりの部分（重なり積分）の扱いが計算の負担となることがある。
LCAO法は、ジョン・レナード＝ジョーンズによって周期表の第2周期の2原子分子における結合の描写と共に1929年に導入されたが、それより前にライナス・ポーリングによってH2+に対して用いられていた。
数学的記述は以下の通りである。
最初の仮定は、分子軌道の数は線形展開に含まれる原子軌道の数に等しい、というものである。つまり、n個の原子軌道が組み合わさり、n個の分子軌道（i = 1からnと番号付けされる）が作られる。i番目の分子軌道の式（線形展開）は
{\displaystyle \ \phi _{i}=c_{1i}\chi _{1}+c_{2i}\chi _{2}+c_{3i}\chi _{3}+\cdots +c_{ni}\chi _{n}}
あるいは
{\displaystyle \ \phi _{i}=\sum _{r}c_{ri}\chi _{r}}
となる。{\displaystyle \ \phi _{i}}はn個の原子軌道の和 {\displaystyle \ \chi _{r}}（それぞれの原子軌道には対応する係数{\displaystyle \ c_{ri}}がかかっている）として表わされる分子軌道である。係数は原子軌道の分子軌道に対する寄与の重み付けである。この展開の係数を得るためにはハートリー＝フォック法が用いられる。
分子軌道は基底関数の線形結合として表わされる。基底関数は分子の構成原子の核を中心とした1電子関数かもしれないし、核を中心としない関数かもしれない。いずれの場合においても、基底関数は大抵は（前者の場合でのみこの名称が適切なように見えたとしても）原子軌道とも呼ばれる。用いられる原子軌道は（解析的に得られる）水素様原子のもの、すなわちスレーター型軌道が典型的であるが、標準的な基底関数系からのガウス関数や平面波擬ポテンシャルからの擬原子軌道といったその他の選択肢もある。
系の全エネルギーを最小化することによって、線形結合の係数の妥当な組が決定される。この定量的手法は現在ハートリー＝フォック法として知られている。しかしながら、計算化学の発展から、LCAO法は波動関数の実際の最適化ではなく、より現代的な手法から得られた結果を予測し合理的に説明するのに非常に有用な定性的議論であるとされることが多い。この場合、分子軌道の形状とそれらの個々のエネルギーは個別の原子（あるいは分子断片）の原子軌道のエネルギーと比較し、準位反発として知られるいくつかの方策を適用することによって近似的に推定される。この議論をより明確にするためにプロットされたグラフは「相関図」と呼ばれる。必要な原子軌道のエネルギーは計算あるいは実験的にクープマンズの定理から直接得ることができる。
LCAO法による定性的議論は、分子の対称性と結合に関与する軌道を用いることによって行われる。この過程における最初の段階は、分子への点群の指定である。例えば水はC2v対称性を有する。次に、結合の可約表現が決定される。
点群におけるそれぞれの操作が分子に対して行われる。変化しない結合の数がその操作の指標である。この可約表現は既約表現の和へと分解される。これらの既約表現は関与する軌道の対称性と対応する。
分子軌道ダイアグラムによって単純な定性的LCAO取扱いを図示することができる。
定量的理論としてはヒュッケル法や拡張ヒュッケル法、パリサー・パー・ポープル法がある。